# Mammilla
Genre
Synonymes
- genre Mamilla[1]
- genre Naticaria Swainson, 1840[1]
- sous-genre Polinices (Mammilla) Schumacher, 1817[1]
- genre Ruma Gray, 1847[1]

Mammilla est un genre de mollusques gastéropodesde la famille des Naticidae.

## Liste des espèces
Selon World Register of Marine Species (1 décembre 2018) :
- Mammilla bernardii (Récluz, 1851)
- Mammilla caprae (Philippi, 1852)
- Mammilla fibrosa (Gray, 1850)
- Mammilla kurodai (Iw. Taki, 1944)
- Mammilla mammata (Röding, 1798)
- Mammilla maura (Lamarck, 1816)
- Mammilla melanostoma (Gmelin, 1791)
- Mammilla melanostomoides (Quoy & Gaimard, 1832)
- Mammilla mikawaensis Azuma, 1961
- Mammilla priamus (Récluz, 1844)
- Mammilla sebae (Récluz, 1844)
- Mammilla simiae (Deshayes, 1838)
- Mammilla syrphetodes Kilburn, 1976

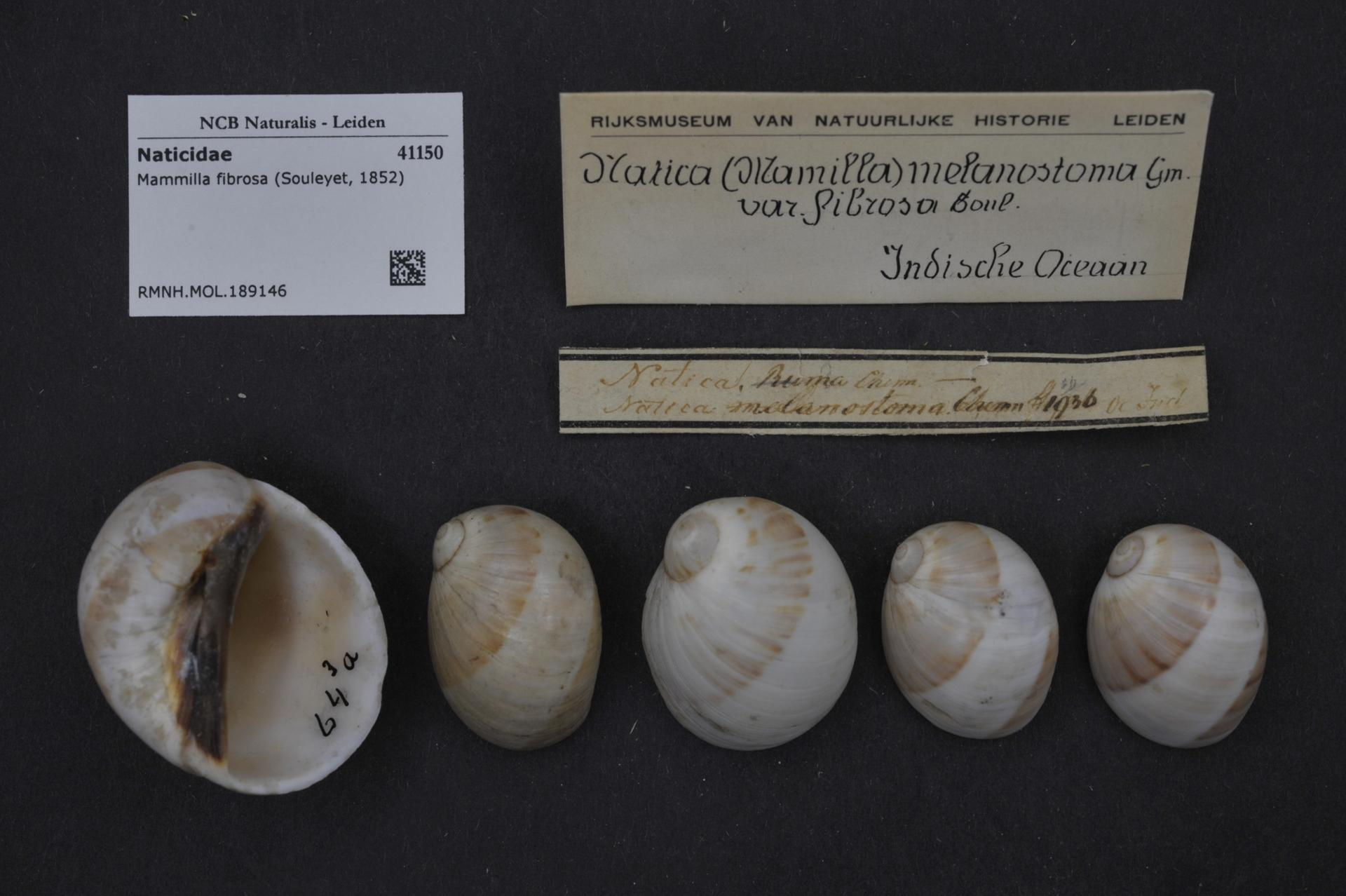
Mammilla fibrosa
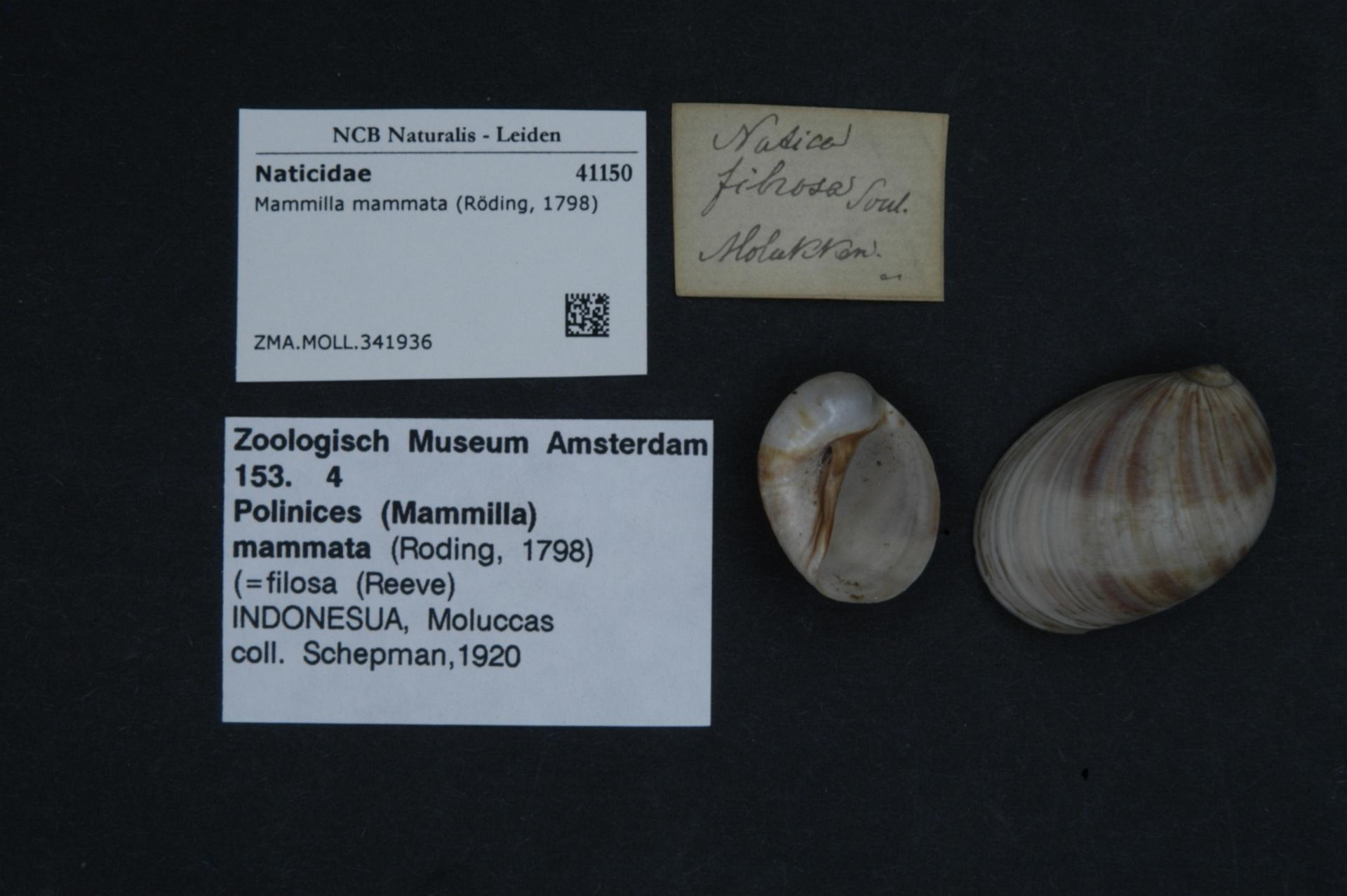
Mammilla mammata
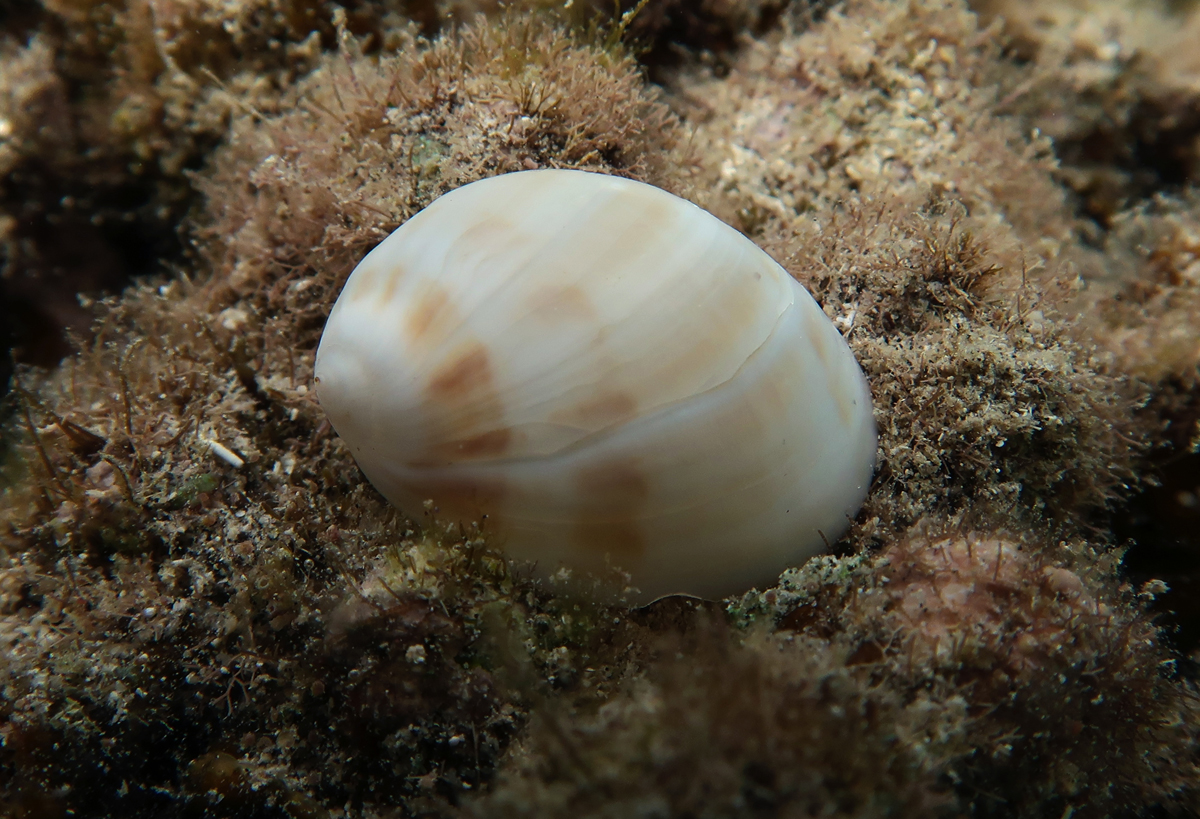
Mammilla melanostoma
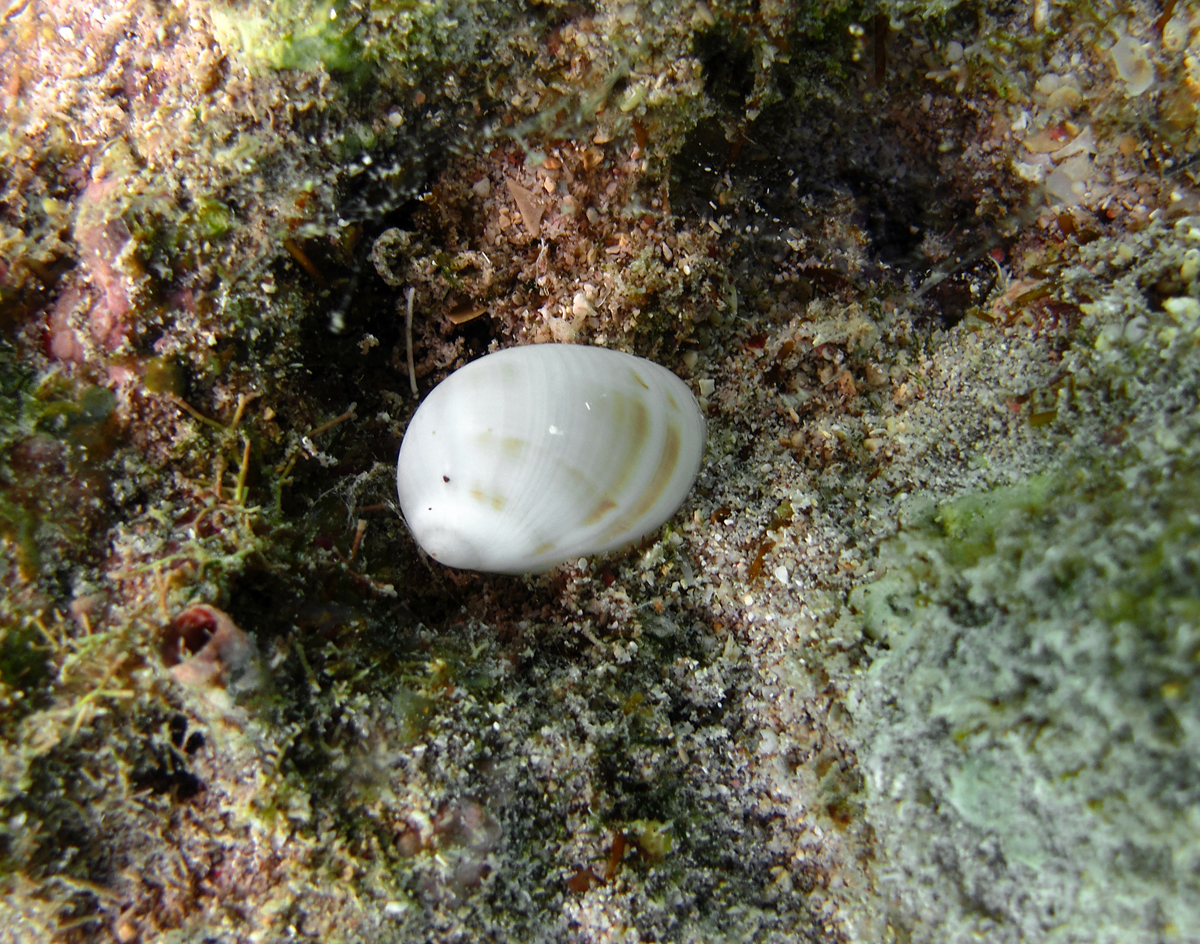
Mammilla melanostomoides
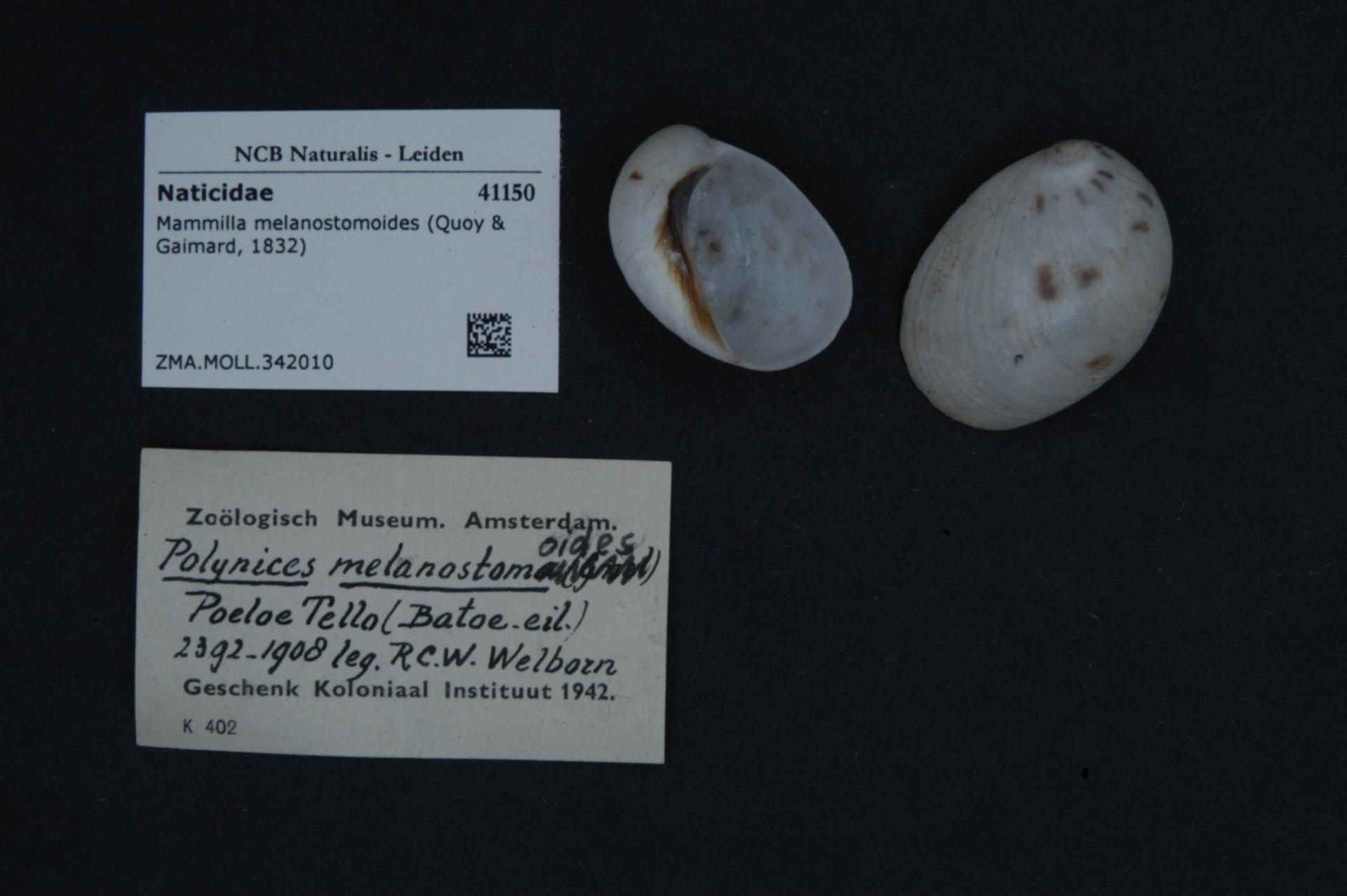
Mammilla melanostomoides
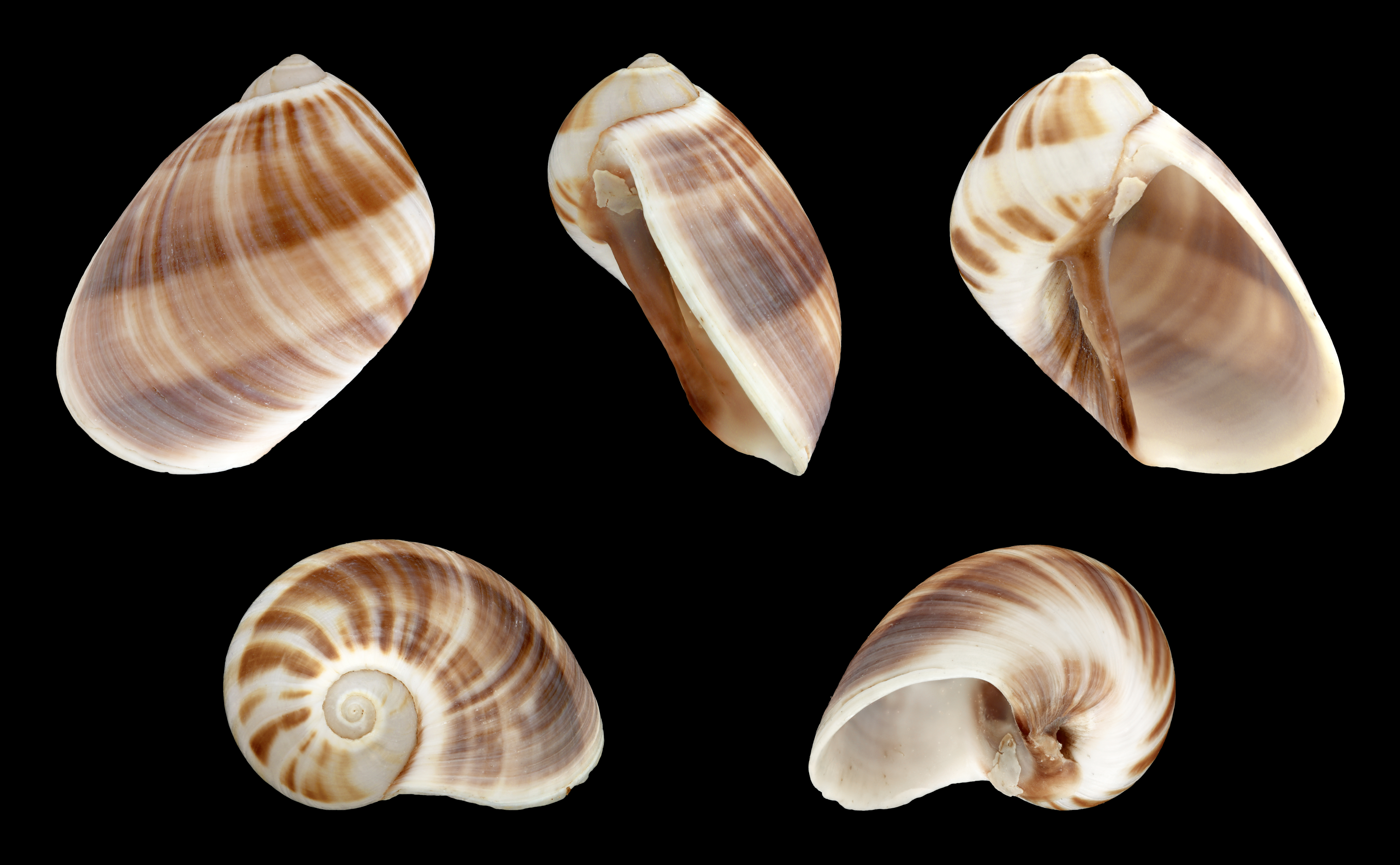
Mammilla mikawaensis
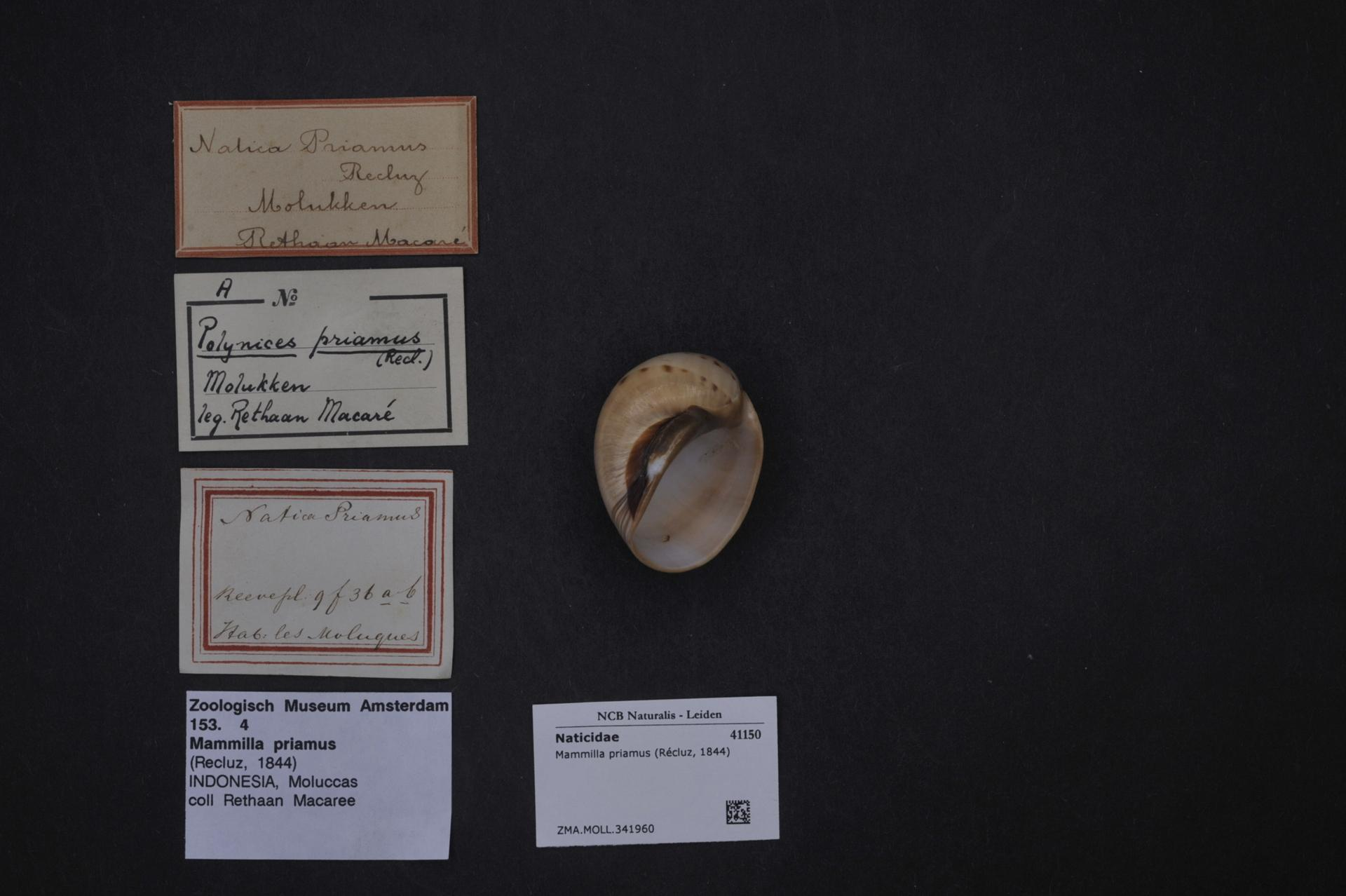
Mammilla priamus
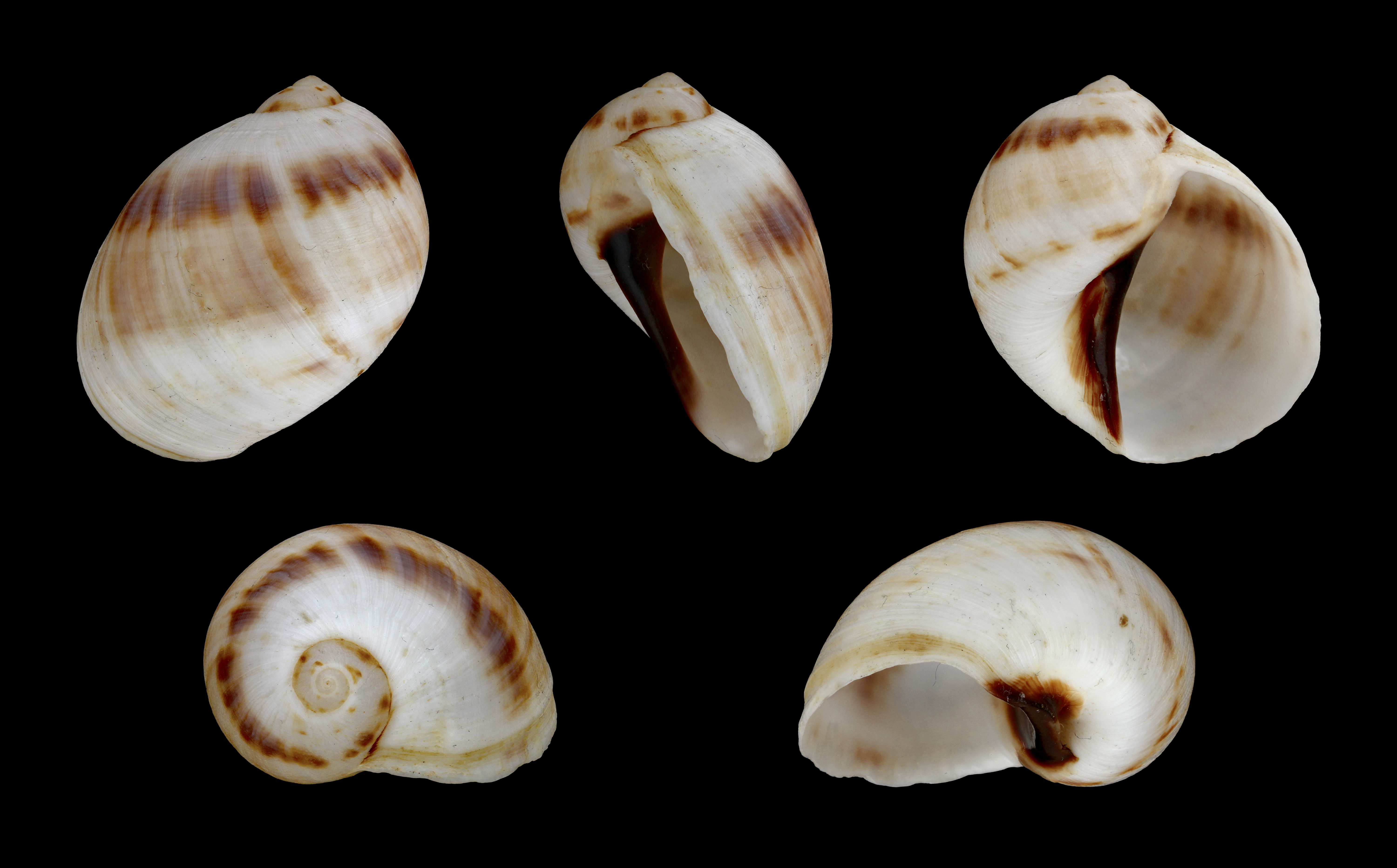
Mammilla sebae
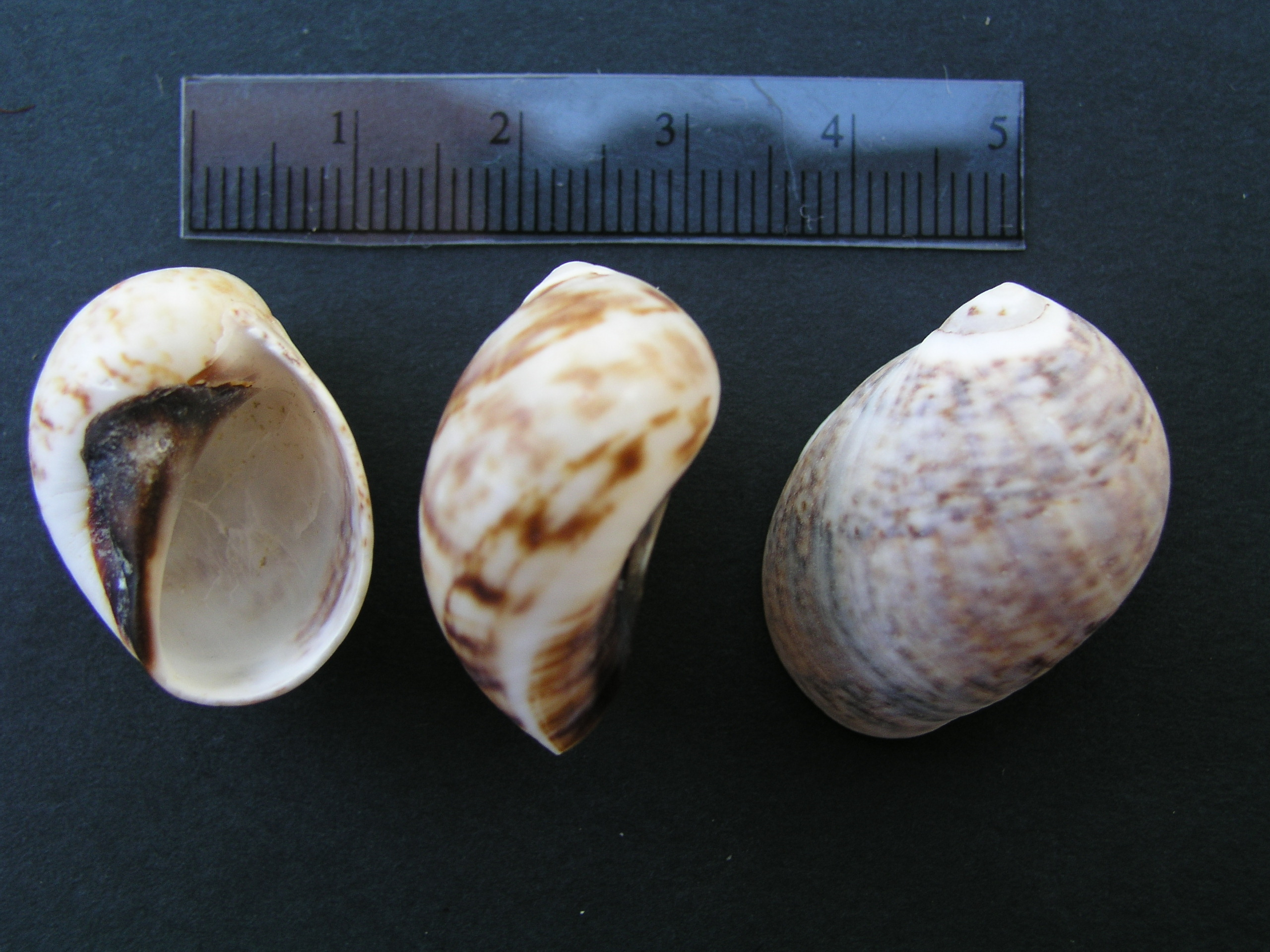
Mammilla simiae

## Publication originale
- Schumacher, 1817 : Essai d'un nouveau système des habitations des vers testacés. pp. 1-288 (texte intégral) (fr + la)